# Dennis Tito
Dennis Anthony Tito (* 8. August 1940 in Queens, New York City, Bundesstaat New York, USA) ist ein US-amerikanischer Unternehmer. International bekannt wurde er 2001 als der erste Weltraumtourist in der Raumfahrtgeschichte.

## Werdegang

### Herkunft und Studium
Tito ist das älteste Kind einer Arbeiterfamilie mit italienischen Vorfahren – die Wurzeln liegen in der Stadt, nach der sich die Einwanderer benannten: Tito in der süditalienischen Region Basilikata. Sein Vater war Drucker, seine Mutter arbeitete als Näherin.
Am College of Engineering der New York University belegte er das Fach Luft- und Raumfahrttechnik und schloss es 1962 mit einem Bachelor ab. Er setzte sein Studium am ebenfalls privaten Rensselaer Polytechnic Institute fort, das sich in Troy befindet, einer Kleinstadt rund 230 Kilometer nördlich von New York City. 1964 erhielt er einen Master in Ingenieurwissenschaften.

### Raumfahrtingenieur
Anschließend ging er nach Los Angeles in Kalifornien, wo er seitdem lebt. Zu jener Zeit entstand seinen Aussagen zufolge der Wunsch, Astronaut zu werden. Er bezeichnete dabei den Start des ersten künstlichen Satelliten 1957 (Sputnik 1) als ein prägendes Schlüsselerlebnis. Allerdings erforderten die Einstellungskriterien der Raumfahrerkandidaten der damaligen Zeit einen fliegerischen Hintergrund, den Tito nicht erfüllte. Ihm gelang es jedoch, eine Anstellung am Jet Propulsion Laboratory (JPL) zu erhalten und somit indirekt seinem Wunsch nachzukommen. Seine Aufgabe war als Ingenieur im Kontrollzentrum die Berechnung von Flugbahnen der Mariner-Sonden. Während dieser Arbeiten war er direkt an der Mission Mariner 4 beteiligt, die im Juli 1965 am Planeten Mars vorbeiflog, sowie an der Mission Mariner 5, die im Oktober 1967 der Venus einen Besuch abstattete. Vor Beendigung seiner Tätigkeit für das JPL war er an der Festlegung des Kurses von Mariner 9 zum Mars beteiligt.

### Finanzmakler
Tito gründete 1972 Wilshire Associates, eine der inzwischen größten Investmentberatungsgesellschaften der USA mit Sitz in Santa Monica, der er seither als Geschäftsführer und Chief Executive Officer vorsteht. Schon 1970 hatte Tito Kurse für Fortgeschrittene an der angesehenen Anderson School of Management belegt, einer zur University of California gehörenden Business School.
Tito stellte sich als erfolgreicher Geschäftsmann heraus. Nach weniger als einem Jahrzehnt hatte er nach eigenen Aussagen seine erste Million verdient. Neben seinen Fähigkeiten als Manager machte er sich auch als Mäzen einen Namen. Er unterstützt beispielsweise die Los Angeles Opera und ist seit Jahren einer der Direktoren der Oper. Weiterhin spendet er auch für Krankenhäuser und andere soziale Einrichtungen. Auf Tito geht ein von Finanzanalysten als verlässliches Barometer geschätzter Börsenindex zurück, bekannt als Dow Jones Wilshire 5000 Composite Index. In den 1990er Jahren wurde er in den Stadtrat von Los Angeles gewählt und leitete den Ausschuss für Wasser und Energie.

### Raumfahrer
1991 trat Tito das erste Mal an die damalige Sowjetunion heran, als diese ihre Raumstation Mir für (zahlende) ausländische Besucher öffnete. Vorreiter war der japanische Fernsehjournalist Toyohiro Akiyama, der Ende 1990 einige Tage an Bord verbrachte. Dessen Arbeitgeber hatte für die Exklusivberichterstattung 28 Millionen US-Dollar bezahlt.
Für Titos Raumflug gestalteten sich die Verhandlungen zeitweise schwierig, da die Ansprechpartner in Zeiten des sowjetischen Umbruchs fehlten. Ab Mitte der 1990er Jahre fehlte dem neuen Eigentümer (Russland) das Geld, die Mir-Station weiter zu betreiben. Gleichzeitig entstanden in den USA die ersten Pläne für eine neue Raumstation, die Internationale Raumstation (ISS). Als ersten Schritt initiierte man das Shuttle-Mir-Programm, welches die Mir noch einige Jahre am Leben hielt. Ende 1998 wurde das erste Modul der ISS in die Erdumlaufbahn geschossen und im Frühjahr 2001 wurde Mir zum Absturz gebracht.
Im Juni 2000 wurde Titos Name erstmals im Zusammenhang mit dem Thema Weltraumtourismus öffentlich. Die niederländische MirCorp, die kurzzeitig die russische Raumstation kommerziell betrieb, gab bekannt, dass ein US-amerikanischer Geschäftsmann und ehemaliger Raumfahrtingenieur der erste Tourist auf der Mir sein könne. Um zu zeigen, wie ernst es ihm war, hatte Tito indessen ein Sperrkonto über 20 Millionen US-Dollar eingerichtet.
Bis zu seinem Flug zur ISS hatten Tito und Russland einige Widerstände bei den anderen Partnern der ISS zu überwinden. Es wurde befürchtet, dass der Ablauf der sich noch im Aufbau befindlichen Station gestört werden würde und der Besuch eines Touristen auf der ISS zu gefährlich sein könne. Vor allem die NASA war lange Zeit gegen einen Flug Titos. Russland berief sich jedoch darauf, dass auf dem Flug der ersten Gastmannschaft noch ein Platz frei sei, den man nach eigenem Ermessen vergeben könne. Hilfreich war außerdem, dass es sich bei Tito nicht um einen reinen Amateur handelte, da dieser lange als Raumfahrtingenieur gearbeitet hatte und seit Sommer 2000 erfolgreich am Kosmonautentraining teilnahm.
Die NASA lenkte nur zwei Wochen vor dem Start ein, allerdings wurde Titos ISS-Besuch stark reglementiert. Die US-Raumfahrtbehörde verbot das Betreten der US-amerikanischen Bereiche ohne Begleitung durch einen US-Astronauten und Tito musste unterschreiben, für eventuell von ihm verursachte Schäden aufzukommen.
Zusammen mit den zwei Kosmonauten Mussabajew und Baturin brach Tito am 28. April 2001 mit Sojus TM-32 auf. Zwei Tage später erreichten sie die Raumstation. Dort wurden sie von der ISS-Expedition 2 begrüßt, die Anfang März mit STS-102 angekommen war. Tito hielt sich die meiste Zeit im Swesda-Modul auf, er lernte aber auch alle anderen Sektionen kennen. In den US-Bereichen wurde er wie vereinbart von mindestens einem Astronauten „eskortiert“. Nach sechs arbeitsreichen Tagen an Bord verabschiedeten sich die drei Besucher, stiegen in die Sojus-TM-31-Kapsel und landeten Anfang Mai in der Steppe von Kasachstan. Die gesamte Flugdauer betrug 7 Tage und 22 Stunden.
Nach dem Flug erklärte Tito, es sei ein beeindruckendes Erlebnis gewesen und er wäre gern länger im Weltraum geblieben. Ein Kindheitstraum hätte sich damit erfüllt. Aber er wolle nicht noch einmal ins All fliegen, dieser eine Flug genüge ihm.
2013 gründete er die US-amerikanische Non-Profit-Organisation Inspiration Mars. Das Projekt hatte zum Ziel, im Jahr 2018 ein Paar zum Planet Mars zu bringen, ein Fly-By-Manöver im Orbit etwa 100 Kilometer über der Planetenoberfläche durchzuführen und das Paar sicher zurück zur Erde zu befördern. Das geplante Startdatum des Projekts wurde zunächst auf das Jahr 2021 verschoben, im Jahr 2015 wurde es aufgrund von Machbarkeits- und Finanzierungsschwierigkeiten eingestellt.

## Privates
Tito ist geschieden, mit seiner Ex-Frau Suzanne hat er zwei Söhne und eine Tochter.
Im Mai 2002 wurde er von seiner Alma Mater, dem Rensselaer Polytechnic Institute, zum Ehrendoktor ernannt.
Tito ist Funkamateur, sein Rufzeichen lautet KG6FZX.